# Wurtland (Kentucky)
Wurtland est une ville américaine du comté de Greenup, dans l’État du Kentucky. Elle comptait 995 habitants lors du recensement de 2010.

## Géographie
Wurtland est située à 38° 32′ 59″ de latitude nord et 82° 46′ 49″ de longitude Ouest (38° 32′ 59″ N, 82° 46′ 49″ O).
Sa superficie totale est de 3.8 km² (soit 1,9 mi²) dont 3,7km² de terre et 0,1km² d'eau.

## Sources
1. ↑  (en)  U.S Census Bureau

- (en) Cet article est partiellement ou en totalité issu de l’article de Wikipédia en anglais intitulé « Wurtland, Kentucky » (voir la liste des auteurs).